# Disney Mobile
Ne pas confondre avec le fournisseur de contenu pour téléphone, Disney Mobile Studios
Disney Mobile était un opérateur virtuel MVNO ou un service de téléphonie filiale de la Walt Disney Company qui dépend du Walt Disney Internet Group (WDIG). Il existe toujours sous la forme d'un service de téléphonie au Japon.

## Historique

### Les MVNO Disney
Disney Mobile est un service de téléphonie mobile par lequel la Walt Disney Company devient un MVNO. Le service existe déjà au Japon (avec NTT DoCoMo) depuis 2004.
Le 27 juin 2005, la société britannique Buena Vista Media Tracking Europe se renomme Disney Mobile Limited, auparavant cette filiale de Walt Disney International servait de co-entreprise pour la distribution de films avec Sony Pictures au Royaume-Uni sous le nom de SuperComm Europe.
Le 6 juillet 2005, le Walt Disney Internet Group et Sprint annoncent un partenariat pour lancer Disney Mobile l'année suivante. Le 30 octobre, des cabinets de recrutements cherchent pour Disney des directeurs en Grande-Bretagne afin de développer Disney Mobile.
Le 6 avril 2006, Disney annonce que le service Disney Mobile sera transformé en un opérateur de réseau mobile virtuel. Il est lancé le 13 juin 2006 aux États-Unis (avec Sprint). Ce service est destiné avant tout à la famille.
Disney avait signé dès le 6 juillet 2005 un contrat avec Sprint Nextel pour devenir un MVNO. Disney prévoit de vendre des téléphones fabriqués par LG ou Pantech et d'utiliser comme prévu le réseau américain de Sprint Nextel.
Le 13 juin 2006, Disney lance Disney Mobile mais en tant qu'opérateur virtuel aux États-Unis. En août 2006, Disney annonce que les lancements de Disney Mobile au Royaume-Uni sur le réseau de O2 et en France sur le réseau de Oranges prévus pour décembre 2006 serait repoussé à une date encore inconnue,. La raison serait une évolution très concurrentielle des points de distribution et une application du principe de précaution quant aux ondes électromagnétiques sur les enfants. En octobre 2006, Disney lance un téléphone portable conçu pour les enfants en Italie. Il est disponible avec le réseau de Vodafone Italie. Dans le même temps, Disney lance de offres basées sur ses franchises comme Lost, Desperate Housewives et Pirates des Caraïbes. Ces offres sont un signe que Disney n'arrive pas à lancer le MVNO Disney Mobile en Europe.
À partir de juin 2006 Disney a décidé d'ouvrir des kiosques conjoints avec Mobile ESPN afin de vendre ses téléphones et forfaits. 80 kiosques devraient ouvrir avant la fin de l'année 2006. De plus Disney est en cours de signature d'un accord avec une chaîne de magasins (peut-être Wal-Mart) pour élargir ses points de  distribution.
Le téléphone comporte quatre fonctionnalités orientées vers la famille, du moins vers la surveillance parentale: 
- Le Family Monitor permettra aux parents de limiter le temps accordé à chaque enfant afin  de réduire des factures de téléphone exorbitantes.
- Le Call Control permettra aux parents de limiter les heures d'utilisation afin d'éviter que l'enfant utilise son téléphone pendant les heures de classe ou autre. Des numéros d'urgence accessibles au toucher d'un seul bouton pourront aussi être intégrés dans le téléphone de l'enfant.
- Le Family Locator, grâce à un GPS, permet aux parents de connaître les déplacements de leurs enfants depuis un site Internet ou leurs propres téléphones.
- Le Family Alert est un système d'alertes programmables pour les parents ou les enfants. Il est possible d'avoir un message en cas d'urgence ou simplement en cas de dépassement de la limite de temps allouée à un enfant.

Le 27 septembre 2007, WDIG a annoncé la fermeture le 1er janvier 2008 de l'opérateur virtuel Disney Mobile. Les clients se verront offrir la transformation de leurs abonnements en un service fourni par un opérateur téléphonique, comme il l'a fait mi-2007 avec ESPN Mobile. En raison de l'insuccès du MVNO Disney Mobile aux États-Unis, Disney a décidé de revoir son schéma. Disney Mobile devient une offre, ou plutôt une option payante d'un opérateur existant, et non un opérateur à part entière. L'offre reprend les quatre fonctionnalités orientées vers la surveillance parentale: Le Family Monitor, le Call Control, le Family Locator et le Family Alert. En octobre 2007, Disney a annoncé que ses clients américains se verront proposer de passer sur le réseau de Sprint. Le 12 novembre 2007, la société Disney a annoncé qu'elle s'apprêtait à lancer une offre Disney Mobile au Japon avec Softbank, alors que la filiale américaine doit être proche de la fermeture. Le 31 décembre 2007, le MVNO Disney Mobile cesse son activité aux États-Unis.
Le 1er mars 2008, le service Disney Mobile a été lancé au Japon en partenariat avec SoftBank.

### Depuis 2008: Persistance au travers de partenariats
Le 17 janvier 2011, Disney Mobile Japan annonce la sortie sur le marché japonais de smartphone Disney sous Android fabriqué par Sharp. Le 25 février 2011, Disney Mobile ouvre sa première boutique à Shinjuku, Tokyo,. Le 28 septembre 2011, Disney Mobile Japan annonce la sortie sur le marché japonais de deux smartphones supplémentaires à nouveau sous Android.
Le nouveau service est lancé le 31 janvier 2012 comme un partenariat entre Walt Disney Japan et NTT DoCoMo nommé Disney Mobile on Docomo.
Le 6 décembre 2013, le MVNO Zact filiale de Sprint lance un téléphone pour les enfants avec un ensemble d'applications Disney, 6 ans après la fermeture de Disney Mobile